# Анинске планине
Анинске планине (рум. Munții Aninei) су планине на западу Румуније које представљају део Банатских планина. Највиши врх је Леордиш висок 1.160 метара. Назив носе по граду Анина који се налази у средишњем делу планина.

## Географија
Анинске планине имају издужени облик пружајући се у правцу североисток—југозапад и простиру се на површини од 770 . Највећу површину планина чине кречњаци (600 ) који се пружају даље на планину Локва све до Дунава на југу чинећи највеће и најкомпактније кречњачко подручје на територији Румуније (807 ).
Северну границу Анинских планина чине ниска и издужена брда висине 300—400 метара уз реку Брзаву на прелазу ка Езеришкој котлини и планини Семеник. Источну границу чине два сектора. Први сектор чини горњи ток реке Брзаве и река Поњаска до ушћа у Миниш које одвајају Анинске планине од Семеника. Други сектор представља вијугава линија која прати контакт кречњака и некарстификованих стена, кристалних шкриљаца и гранита који чине Божовичка брда. Овај прелаз јасно је уочљив стрмим падинама од 150—200 метара почев од долине Миниша до долине Нере. На југозападу, река Нера је усекла клисуру која од ушћа потока Бресник на истоку и ушћа реке Беу на западу одваја Анинске планине од планине Локва. Западну границу Анинских планина чине стрме кречњачке падине које се издижу 200—250 метара, пружајући се од долине Нере до северно од места Гарлиште и доминирајући над Оравичким брдима и Лупачком котлином. Северно од Гарлишта, западну границу чини обод Лупачке котлине, потом долина потока Лупакул Мик и долина Барзавице све до њеног ушћа у Брзаву.
Вода је играла важну улогу у обликовању кречњака створивши читав низ површинских и подземних крашких облика. Реке су исклесале спектакуларне клисуре у кречњаку, међу којима се истичу клисуре Караша, Нере, Миниша, Гарлишта и Бухуја.
Анинске планине су део територије два национална парка у Румунији, Клисура Нере — Беушница и Семеник — Клисура Караша.